# 个人云计算
个人云计算是云计算在个人领域的延伸，是以Internet为中心的个人信息处理，即通过Internet对个人的各种信息进行组织、存储、分发和再加工。与所有的“云”一样，个人云由服务器、终端、应用程序和个人信息组成。个人信息存储在服务器上，由运行在那里的Web应用程序进行计算，通过网络接口提供服务给终端。终端通过Web浏览器等客户端软件访问个人云服务

## 个人云计算的特征
个人云计算具有与一般云计算相同的特征，如共享、随意访问和可扩展。个人信息不仅可以为自己使用，也可以为亲友、公共使用，从而实现个人信息的社会价值。任意形式的联网终端，如PC、平板电脑、智能手机、Internet电视等，可以在任意时间、任意地点访问个人信息。个人云可以在不改变基础架构的情况下，灵活的扩展，支持更多的个人信息及处理方法。
个人云计算也具有与一般云计算不一样的特点。这是由个人信息的特点决定的。个人信息是私有的，对安全性要求较高。个人拥有大量的图片、视频等多媒体信息，要求存储量大、并可以扩展。大多数个人并非专业人士，不会复杂的信息处理，从而对计算能力要求不强，但对易用性要求高。针对这些要求，个人云计算具有傻瓜化、大容量、高安全等特征。

## 个人云计算的分类
按照部署方式，云计算分为公共云、私有云和混合云等。在公共个人云计算方式下，专门的服务商拥有服务器，部署和运营个人云服务，个人将信息托管在服务商那里，按需为计算和存储等付费。在私有个人云计算方式下，个人拥有自己的物理的或虚拟的服务器，为自己提供服务，不支付服务费。混合个人云计算则基于经济性、可用性等的考虑，对上述两种方式进行混合。
按照应用类型，个人云计算有个人主页、个人云存储、个人(移动)信息管理等服务方式。个人主页服务是通过Internet展示个人形象、共享个人信息、与朋友交流沟通的一种综合服务，目前流行的服务有Facebook，Myspace等。个人云存储服务是通过Internet上传、下载和共享个人文件的一种服务，通常称为网络U盘、无线U盘等，目前流行的服务有Dropbox，box.net等。个人信息管理服务大多针对移动设备，提供联系人、日历、记事本、书签等信息的存储和同步服务，目前流行的服务有Nokia OVI，Apple MobileMe，Xmarks等。目前的趋势是通过一个单一的产品，集成以上多种服务。

## 个人云计算和移动计算
个人云计算和移动计算具有关联性。个人计算的终端正在向移动化、轻便化方向发展，这使得个人云计算从可能转变为必须。只有这样，移动的个人才能够突破终端本身的计算、存储能力的限制，实现完美的个人计算。

## 个人云计算發展展望
个人云计算是云计算的一个新兴领域，面临很多挑战。正如咨询公司Forrester在2009年7月发布的一个研究报告1（页面存档备份，存于）表示，
(直译)个人云计算的体验是复杂和充满挑战的，为了管理日益增长的、多种多样的数据，个人与多种计算机以及在线服务进行搏斗。目前的技术，如在线信息同步 、基于Web的应用以及客户端虚拟化是不够的。Forrester认为，数字设备及服务将联合起来创建个人云，即一个组织、保留、共享和安排个人信息及媒体的完整资源。
个人云计算方兴未艾，有人认为它将替代传统的操作系统2（页面存档备份，存于），实现个人计算的一次新革命。回顾计算机发展的历史，大型计算机演进到个人计算机，个人计算机演进到大型的公共云计算，体现了否定之否定的哲学原理。而在个人领域，公共云计算正在演进到个人云计算，实现一次新的否定和飞跃。